# Cellarinella laytoni
Cellarinella laytoni är en mossdjursart som beskrevs av Rogick 1956. Cellarinella laytoni ingår i släktet Cellarinella och familjen Sclerodomidae. Inga underarter finns listade i Catalogue of Life.